# Heroes of Nature
Heroes of Nature è il secondo e ultimo album del gruppo musicale trip hop britannico Smoke City, pubblicato nel 2001 dall'etichetta discografica Jive.

## Tracce
1. In – 0:21
2. Can You Feel That? – 2:51
3. What It Was (acoustic) – 3:15
4. They Can't Take That Away from Me – 2:52
5. London – 3:34
6. Mr. – 4:25
7. Jug – 3:53
8. Remember This – 3:53
9. It's Amazing – 3:35
10. Little Elina – 0:41
11. Life Can Be Sweet – 5:37
12. This Song – 3:52
13. What It Was – 3:25

Durata totale: 42:14